# Utriculofera aplaga
Utriculofera aplaga là một loài bướm đêm thuộc phân họ Arctiinae, họ Erebidae.